# 黄宗羲
黄宗羲（1610年9月24日—1695年8月12日），字太冲，號梨洲，世稱南雷先生或梨洲先生，浙江紹興府餘姚縣（今浙江省余姚市）人。明末清初經學家、史學家、思想家、地理學家、天文曆算學家、教育家。黄宗羲與顧炎武、王夫之並稱“明末三大思想家”（或“明末三先生”）；與弟黄宗炎、黄宗會號稱“浙東三黄”；與顧炎武、方以智、王夫之、朱舜水並稱為“明末五大師”。

## 家世
祖父黃曰中，追赠太僕寺卿。其父黃尊素登万历年间进士第，亦為東林黨人。黃尊素曾任監察御史（明熹宗天启中），受閹黨所害，是「東林七君子」之一。黃尊素死後，黃曰中寫下「爾忘勾踐殺爾父乎」八個大字於牆壁上，激勵黄宗羲報仇，母親姚氏也以此勸勉。

## 生平
黃宗羲生於明萬曆三十八年八月初八日（1610年9月24日），後崇祯帝即位，黃宗羲懷錐入京伸冤，審訊時，以錐擊刺閹黨黨人許顯純，毆打崔應元。審訊閹黨黨人李實之時，又以錐刺李實。聲名四起，人稱「姚江黃孝子」，崇祯帝尝叹其为“忠臣孤子”。從父遺命，師事晚明儒学殿军劉宗周，得蕺山之学。又苦讀史書，由明代《十三朝實錄》開始，進而遍讀「廿一史」。
参与鬥爭阉党，並成为“复社”领导人之一，與「幾社」、「應社」等士人往來，曾参加抗清活动，南明弘光年間，阮大鋮搜捕復社人士，指為東林黨餘孽，黃宗羲亦名列其中，被捕入獄。弘光朝覆滅，乃逃回家鄉。
黄宗羲曾一度東渡日本，全祖望提出黄宗羲东渡乞师，是要向日本求取援軍，反抗清朝；梁啟超則認為黄宗羲當時是為了躲避阮大鋮的報復，才避居日本。
清兵南下时，曾组织“世忠营”武装抵抗。後屡拒清廷征召，隐居著述讲学。康熙帝曾接连两次征召黄宗羲赴京應博學鴻儒試，均遭黄拒绝。康熙帝於是下令地方官员尽录黄宗羲著作。後康熙帝欲修《明史》，再次想起黄宗羲，曾邀黄赴京主持史局。全祖望《梨洲先生神道碑文》：“宗羲不入史局，而史局大事必咨之，其所辩论，史局常依之资笔削焉。”尽管如此，黄晚年并未拒绝与清朝官员的私人交往，不干涉子弟门人参与科举考试，在文章中也采用了顺治、康熙等清朝年号，对于康熙帝也偶有赞美之辞。同为抗清志士的吕留良等人，甚至一度怀疑黄已经变节，但黄宗羲的妥协使得其作品得以避开清朝文字狱，流传后世。
黄坚终身守節不仕，死时没用棺木，只在身下放一块青石板，表达肉身“速朽”之愿，以追思其晚年以个人品质换明朝文化流传的妥协。
康熙三十四年七月初三日（1695年8月12日），黃宗羲逝世，享壽八十四歲。
黄宗羲有三子，黄百药、黄正谊和黄百家。三子黄百家亦是清代著名学者。

## 学术
黄宗羲学识渊博，大凡天文、历算、音律、经史百家，释道、农工等无不深究。治學以捍衛陽明心學自任，力主誠意慎獨之說。亦重史學之鑽研，服膺者如萬斯同、全祖望、章學誠等皆以史學名家，蔚為浙東學派。
黄宗羲从文学角度强调“性情”，反映现实，表达真意。其诗风格朴实，富爱国主义精神，表现出崇高的民族气节和坚强意志。

### 天文曆算
黄宗羲并精通天文、曆法和数学。他用推算日食的方法和阎若璩等人考证古文《梅頤尚書》係古人伪作，给当时思想界带来很大震动。黄宗羲通过对照《國語 (書)国语》，认为古文《尚书·汤诰》是后人“误袭周制以为《汤诰》”。并得结论“今因推日食于昭十七年六月”（鲁昭公十七年夏六月甲戌朔日），“可见《夏书》本文不同孔书、左氏而非伪也，则不能不致疑于古文矣”。西人弗雷德·伊斯本力的数据表明黄宗羲的推算完全正确。
北宋沈括于《梦溪笔谈·技艺》中说：“淮南人卫朴精于曆术，一行之流也。《春秋》日蚀三十六，诸曆通验，密者不过得二十六七，唯一行得二十九，朴乃得三十五，惟庄公十八年一蚀，今古算皆不入蚀法，疑前史误耳”。沈括之说，世后没人怀疑。黄宗羲作《春秋日食曆》，对此观点进行进行了分析和修正。黄宗羲用西汉三统曆推算出鲁庄公十八年二月是否有闰，并用授时曆并参考西方历法，说明了比月频食是不可能发生的。黄宗羲发现《春秋》中记载的两次比月食都是“前食而后不食”，并论证了《春秋》中鲁襄公二十四年有关月食的记录是错误的，而鲁庄公十八年三月日食记录是可靠。
黄宗羲用历算的方法对武王克殷的确切年代进行了探讨，写有《历代甲子考》。他重新推算了孔子的确切生辰日期，并论证了周正建子和周曆改月。
黄宗羲参考西方天文学中本均轮的理论（托勒密的理论）考察了中国“日高于月”的说法。

### 数学
黄宗羲在有限性、无限性的观念认识上亦有所建树。他数学上纠正了朱熹《壶说书》中的相关错误。分析了明朝流行的算盘和《数术记遗》中记载的计算器的区别。他对乡射侯制进行了详细数学分析。
黄宗羲亦对中国和西方数学进行了平行比较，但他受制于时代局限，他认为西方数学中的一些概念方法不过是对中国古代算术的窃取和修改。

### 乐律
黄宗羲详细注解了蔡元定乐律学，纠正了朱熹注《孟子》中的相关乐律错误。

### 地理
黄宗羲详细刊校了《水经注》，批驳了“分野说”。

## 思想

### 时代背景
政治方面，明末社会动乱，李自成發動的甲申之變和吳三桂引清兵入关相继发生，社会矛盾激化。
经济方面，明末清初经济结构的异动，货币起到了积累原始资本的作用，雇佣关系的滋生，江南地区手工业资本化活动的日益扩大化，史称为资本主义萌芽。
文化方面，儒学的世俗化运动极大地冲击了程朱理学在中国传统思想体系中的地位。后来阳明学的诞生是儒家思想各家具有生机与活力，这也是黄宗羲思想诞生的母体。

### 哲学观点
哲学上反对宋学中“理在气先”的理论，认为“理”并不是客观存在的物质实体，而是“气”的运动规律，认为“气质人心是浑然流行之体，公共之物也”。具有唯物论的特色。
“盈天地皆心也”的观点又有唯心论的倾向。这与黄宗羲服膺阳明学，深受其影响有关。黄认为王学中“致良知”的“致”，就是“行”，两者别无二致。

### 民主、民本思想
黄宗羲和顾炎武、王夫之等人是明代中國民本思想萌芽的代表人物，《明夷待访录》是這方面的重要著作，其中《原君》是其中一篇代表作，黃宗羲於其中充分了探究為君之道，表現出「民貴君輕」的「民本」思想。明末时，黄宗羲提出“天下为主，君为客”、官員應當“為天下，非為君也；為萬民，非為一姓也”，“天子之所是未必是，天子之所非未必非”、“有治法而后有治人”、“必使治天下之具皆出于学校”（學校指一種機構）、“公其非是于学校”等觀點。有學者認爲黄宗羲的思想仍屬治权在君，並沒有到達近代民主思想的標準，也有學者認爲黄宗羲的思想是近代民主思想，稱黃宗羲為「中國自由主義先驅」。

### 黄宗羲定律
黄宗羲定律是指中国历史上赋税改革历朝历代都有进行，虽赋税改革目的很多是为了减轻农民负担，改善国家财政，每次税賦改革后，农民负担在短时间内确实有下降，但随后又增长到比改革进行前更高的水平，国家财政最后也得不到改善。黄宗羲將此稱之為「積累莫返之害」，清華大學秦暉將此現象總結，並命名為「黃宗羲定律」。
中華人民共和國总理温家宝在记者招待会上曾提到这一定律。
此后被引申到工业社会企业税费负担论述中。如刘禹乔、查颖等将其初步引入到中国大陆民营企业税费负担研究中。认为目前中国的财政体制是一种“压力单向传导机制”，是造成税改不断但部分企业税费负担不降反升的主要原因。

### 政治、经济观点
主张土地改革，赋税改革，大量减少胥吏(中下层官员)[明清時期，胥吏的大量存在是冗官冗員的主要表現，特別是大量編外人員即白員的存在，成爲政治腐敗和社會黑暗的重要原因。他們依據自身的政治身份，形成利益集團，盤剝百姓，作威作福，成爲社會的寄生階層。他們的大量存在，擾亂國家和社會的秩序，加重國家的財政負擔和民衆的負擔，敗壞社會風氣，白員問題可以說是拖垮明清兩代統治的重要因素之一。即使時至今日這種問題依然存在，是中國專制政治的一種病態表現。所以黃宗羲提倡大量減少胥吏，革新政治，淨化社會風氣]。
反对传统重农抑商，认为并强调“工商皆本”。

### 文学观点
主张文学应当反映现实社会，表达作者的真情实感，这具有现实主义的特点。不满明代文学的刻意摹拟，摘抄剽窃之风。

## 文風
黃宗羲文章直抒胸臆，不事雕琢，寫了許多傳記，大力表彰愛國志士和抗敵英雄。

## 教育
黄宗羲在理论上和实践上是一位杰出的教育家。黄宗羲在他的名著《明夷待访录》中专门列出《学校》一章。他认为学校中也要析讲时事时政，要明是非之理，也要对政府行为有所监督。认为学校的领导（“学官”）需要有较大的权力。学校也应广开言路，成为舆论场所。这种学校议政，参与是非判断，言论倡民主的观点在当时非常新颖。
黄宗羲并认为“学贵履践，经世致用”，这种理论实践并重的教育学习观点与他深受阳明学中“知行合一，知行并进”密不可分。
黄宗羲在今浙江宁波、绍兴等地办学讲学，培养了很多学生。
黄宗羲亦是當時著名藏書大家，藏書達7萬卷之多，除了自己所購之外，亦曾借抄於范欽天一閣、曹溶倦圃、徐乾學傳是樓、錢謙益絳雲樓、祁承澹生堂、鈕緯世學樓等著名藏書樓之書。
他是第一個被破例允許進入天一閣觀書的外姓之人。

## 評價

### 正面
- 马叙伦称道黄宗羲是秦以后二千年间“人格完全，可称无憾者”的少数先觉之一[3]。
- 张岱年：“黄梨洲是中国过去民主思想的一个伟大的代表。”[4]

### 负面
- 顧誠《南明史》批判黄宗羲的基本论点只是一句话，“东林人士是‘君子’，而与东林异调者为‘小人’。”书中引夏允彝《幸存录》：“东林之持论高，而于筹边制寇，卒无实着。”而黄宗羲真不愧是刘宗周的弟子，反驳夏允彝道：“夫筹边制寇之实着，在亲君子远小人而已。”[5]在书中，顾诚抨击某些东林-复社党人“视‘门户’‘声气’重于国家、社稷，他们爱走极端，甚至唯恐天下不乱。”[6]顾诚以黄宗羲为代表，指其为“门户”“党争”而编造谣言，造谣生非，散布弘光帝及弘光皇太后邹氏非真身的谎言，以推倒福藩立新帝。他与门户好友所散布的谣言，严重影响了弘光朝廷的稳定[7]。
- 全祖望則批評黃宗羲晚年的文章品質參差不齊，和過多的諛墓之作，有負盛名，“多應親朋門舊之請，以諛墓掩真色”[8]。

## 著名弟子與影響
- 万斯同
- 万斯大
- 黄百家

除了史學家萬斯同，黃宗羲身故後，有許多學者受其思想、著作影響。
- 全祖望
- 章学诚
- 邵晋涵
- 仇兆鳌

## 著作
- 《明儒学案》（中国第一部学术史）
- 《宋元学案》（全祖望補足）
- 《明史案》（迄今未见）
- 《明文海》
- 《明夷待访录》
- 《行朝录》
- 《今水经》
- 《大统曆推法》
- 《四明山志》
- 《南雷文定》

今人编有《黄宗羲全集》

## 遗迹

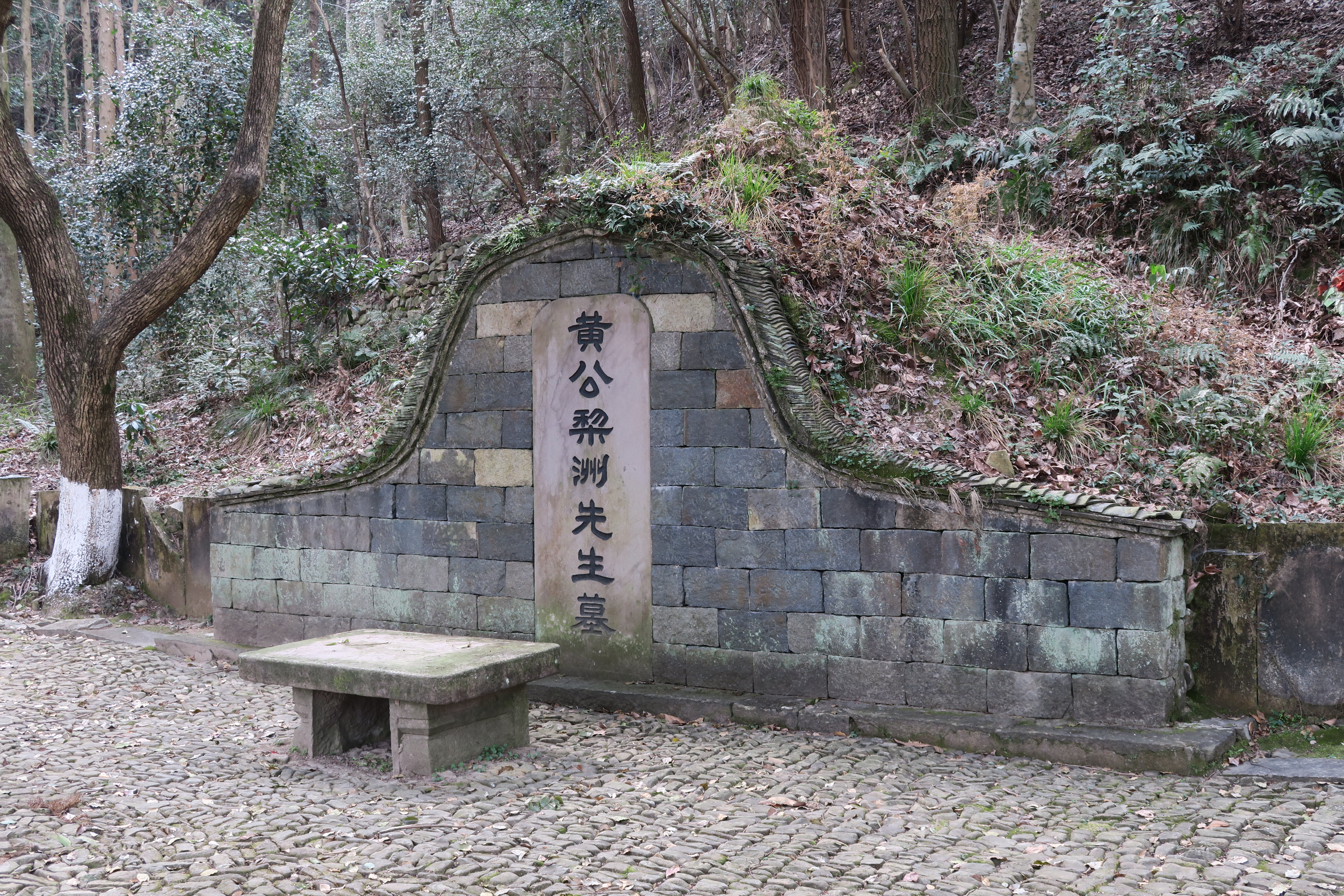
黄宗羲墓

- 黄宗羲墓；位于余姚城东南化安山下龙山东南麓，今陆埠镇十五岙村。
- 余姚龙泉山四先贤故里碑亭之一。碑文：明遗献黄梨洲故里。楹联：孝子忠臣祀典千秋列东庑，儒林道学史家特笔著南雷。横额：名邦遗献。乾隆年间立。

## 研究書目
- 劉述先：《黃宗羲心學的定位》（臺北：允晨文化事業股份有限公司，1986）。
- 刘述先：〈论黄宗羲对于孟子的理解 （页面存档备份，存于）〉。
- 王遠義：〈試論黃宗羲政治思想的歷史意義 （页面存档备份，存于）〉。